# Avance (publicidad)

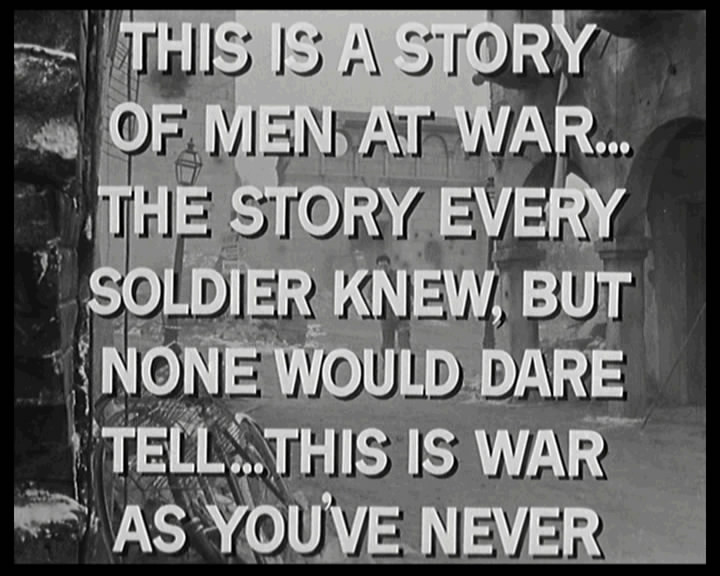
Fotograma del tráiler de la película Ataque, de Robert Aldrich.

Un avance, tren (del anglicismo trailer), sinopsis, o tráiler, es una pieza de vídeo o similar que presenta un resumen de una película, una serie de televisión, un videojuego o un videoclip. Por lo general, estos vídeos duran menos de tres minutos, e incluso treinta segundos o menos, y generalmente van acompañados con música de fondo relacionada con el tema del rodaje. En muchos avances ni siquiera se menciona a quienes aparecen en la película.
El uso aquí del término trailer (similar al término remolque, en inglés) proviene de que originalmente se mostraban al final de las proyecciones de largometrajes. Esta práctica no duró mucho, ya que los espectadores tienden a abandonar la sala después de terminar las películas, pero el nombre se mantuvo.
Los avances ahora se muestran antes de la película principal. Luego se incorporaron a las tandas publicitarias de televisión y de cine, y a sitios web en formato de clips de vídeo.
Además de ello, estos avances generalmente cuentan con derecho de autor, y hay fechas pre-promocionadas por los productores de la película. Estas sinopsis o promociones en muchos casos también son proyectadas al comienzo de la propia película.
Los avances no solo son cortos resúmenes, también son réplicas exactas de momentos en que se filma la película, por ejemplo hay avances donde aparecen comentarios del director y de los protagonistas, o donde se aprecia de qué forma se realizaron ciertas tomas difíciles, etcétera. Esto sirve de orientación para los espectadores sobre el contenido de la obra o sobre las formas de filmar, así como de publicidad para el producto.
En la década de 2000 se popularizaron las campañas de intriga, donde ciertas películas se anticipaban varios meses o incluso años antes de su estreno, mediante piezas de pocos segundos de duración, que revelaban unas cuantas imágenes o diálogos vagos e incompletos.
La aparición de Internet y las nuevas tecnologías digitales han transformado esta forma publicitaria cambiando especialmente la forma en que el receptor se aproxima a su consumo (cómo, cuándo y dónde).